# San Miguel del Padrón
San Miguel del Padrón là một trong 15 đô thị (municipio trong tiếng Tây Ban Nha) thuộc thành phố La Habana, Cuba. Đô thị này nằm ở ngoại vi phía đông nam, kéo dài từ Ciudad Mar đến Diezmero và từ Reparto Mañana đến Caballo Blanco.
Cuối thập niên 1940 khu vực này không có dân sinh sống nhưng đến đầu thập niên 1960 thì dân cư sinh sống mật độ cao.

## Dân số
Năm 2004, đô thị San Miguel del Padrón có dân số 159.273. với tổng diện tích 26 km² (10 mi²), và mật độ dân số 6.125,9người/km² (15.866người/sq mi).